# Rejzekius
Rejzekius is een kevergeslacht uit de familie van de boktorren (Cerambycidae). De wetenschappelijke naam van het geslacht werd voor het eerst geldig gepubliceerd in 2008 door Adlbauer.

## Soorten
Rejzekius omvat de volgende soorten:
- Rejzekius angolensis (Erichson, 1843)
- Rejzekius bicolor Adlbauer, 2008